# 陳粟
陳粟（?—?），字惠民，直隸松江府上海縣人，竈籍，明朝政治人物。進士出身。

## 生平
早年出身國子生，成化十年（1474年）甲午科應天府鄉試第三十二名。成化十四年（1478年）戊戌科會試第□十七名，殿試登進士第二甲第五十八名。

## 家族
曾祖父陳雅素。祖父陳守原。父亲陳黼。